# Dez Grandes Campanhas
As Dez Grandes Campanhas (chinês: 十全武功, pinyin: Shíquán Wǔgōng) foram uma série de campanhas militares lançadas pela Dinastia Qing em meados do século XVIII durante o reinado do Imperador Qianlong (r. 1735–1796). Eles incluíram três para ampliar a área de controle Qing na Ásia Interior: dois contra os Zungares (1755–1757) e a "pacificação" de Xinjiang (1758–1759). As outras sete campanhas tiveram mais natureza de ações policiais em fronteiras já estabelecidas: duas guerras para suprimir os Gyalrong de Sichuan, outra para suprimir os aborígenes taiwaneses (1787–1788), e quatro expedições ao exterior contra os birmaneses (1765–1769). 1769), os vietnamitas (1788–1789) e os Gurkhas na fronteira entre o Tibete e o Nepal (1790–1792), com os últimos contando como dois.

## Campanhas

### Campanhas contra os Zungares e a Pacificação de Xinjiang (1755-1759)

#### Primeira Campanha
Das dez campanhas, a destruição final dos Zungares  foi a mais significativa. A pacificação da Zungária em 1755 e a posterior supressão da Revolta dos cojas de Altixar garantiram as fronteiras norte e oeste de Xinjiang, eliminaram a rivalidade pelo controle sobre o Dalai Lama no Tibete e, assim, eliminaram qualquer influência rival na Mongólia. Também levou à pacificação da metade sul islamizada e de língua turca de Xinjiang imediatamente depois. 

#### Segunda Campanha
Em 1752, Dawachi e o príncipe Khoid-Oirate Amursana competiram pelo título de Cã dos Zungares. Dawachi derrotou Amursana várias vezes e não lhe deu chance de se recuperar. Amursana foi assim forçado a fugir com seu pequeno exército para a corte imperial Qing. O Imperador Qianlong prometeu apoiar Amursana desde que Amursana aceitou a autoridade Qing; entre aqueles que apoiaram Amursana e os chineses estavam os irmãos coja  Burhān al-Dīn e Khwāja-i Jahān. Em 1755, Qianlong enviou o general manchu Zhaohui, que foi auxiliado por Amursana, Burhān al-Dīn e Khwāja-i Jahān, para liderar uma campanha contra os Zungares. Após várias escaramuças e batalhas de pequena escala ao longo do rio Ili, o exército Qing liderado por Zhaohui aproximou-se de Ili (Gulja) e forçou Dawachi a render-se. Qianlong nomeou Amursana como o Cã dos Khoid e um dos quatro cãs iguais - para grande desgosto de Amursana, que queria ser o Cã dos Zungares. 
No verão de 1756, Amursana iniciou uma revolta zungar contra os chineses com a ajuda do príncipe Chingünjav. A dinastia Qing reagiu no início de 1757 e enviou o General Zhaohui com o apoio de Burhān al-Dīn e Khwāja-i Jahān. Entre várias batalhas, as mais importantes foram ilustradas nas pinturas de Qianlong. O líder zungar Ayushi desertou para o lado Qing e atacou o acampamento zungar em Gadan-Ola (Batalha de Gadan-Ola). 

#### Terceira Campanha
O General Zhaohui derrotou os Zungares em duas batalhas: a Batalha de Oroi-Jalatu (1758) e a Batalha de Khurungui (1758). Na primeira batalha, Zhaohui atacou o acampamento de Amursana à noite; Amursana foi capaz de lutar até que Zhaohui recebeu reforços suficientes para expulsá-lo. Entre a época de Oroi-Jalatu e Khurungui, os chineses sob o comando do príncipe Cäbdan-jab derrotaram Amursana na Batalha de Khorgos (conhecida nas gravuras de Qianlong como a "Vitória de Khorgos"). No Monte Curungui, Zhaohui derrotou Amursana em um ataque noturno ao seu acampamento após cruzar um rio e o fez recuar. Para comemorar as duas vitórias de Zhaohui, Qianlong mandou construir o Templo de Puning de Chengde, lar da escultura de madeira mais alta do mundo do Bodisatva Avalokiteshvara e daí o seu nome alternativo, "Templo do Grande Buda". Posteriormente, os Khojis de Uqturpan submeteram-se à dinastia Qing. Depois de todas essas batalhas, Amursana fugiu para o Império Russo (onde morreu), enquanto Chingünjav fugiu para o norte, para Darkhad, mas foi capturado em Wang Tolgoi e executado em Pequim. 

#### Revolta dos cojas de Altixar (1757-1759)
Após a segunda campanha contra os zungares em 1758, dois nobres Altixar, os irmãos cojas Burhān al-Dīn e Khwāja-i Jahān, iniciaram uma revolta contra a dinastia Qing. Além dos zungares restantes, eles também se juntaram aos povos Quirguizes e aos povos Turcos dos Oásis (Uigures) em Altixar (Bacia do Tarim). Depois de capturar várias cidades em Altixar, ainda havia duas fortalezas rebeldes em Iarcanda e Casgar no final de 1758. Muçulmanos uigures de Turpã e Hami, incluindo Emim Coja e Coja Si Beque, permaneceram leais à dinastia Qing e ajudaram o regime Qing a combater os uigures Altixari sob Burhān al-Dīn e Khwāja-i Jahān. Zhaohui sitiou Iarcanda sem sucesso e travou uma batalha indecisa fora da cidade; este combate é historicamente conhecido como Batalha de Tonguzluq. Em vez disso, Zhaohui tomou outras cidades a leste de Iarcanda, mas foi forçado a recuar; os rebeldes jungares e Uigures sitiaram-no no cerco do Rio Negro (Kara Usu). Em 1759, Zhaohui pediu reforços e foram enviadas 600 tropas, sob o comando geral dos generais Fude e Machang, com a cavalaria de 200 liderada por Namjil; outros oficiais de alta patente incluíam Arigun, Doubin, Duanjibu, Fulu, Yan Xiangshi, Janggimboo, Yisamu, Agui e Shuhede. Em 3 de fevereiro de 1759, mais de cinco mil cavalaria inimiga liderada por Burhān al-Dīn emboscaram as 600 tropas de socorro na Batalha de Qurman. A cavalaria Uigur e zúngara foi detida pelos camelos de artilharia, mosquetes e arqueiros Qing zamburak; Namjil e Machang lideraram um ataque de cavalaria em um dos flancos. Namjil foi morto enquanto Machang foi desmontado do cavalo e foi forçado a lutar a pé com seu arco. Depois de uma dura batalha, as forças Qing saíram vitoriosas e atacaram o acampamento jungar, fazendo com que os jungares que sitiavam o Rio Negro se retirassem. Após a vitória em Alcorão, o exército Qing invadiu as cidades rebeldes restantes. Mingrui liderou um destacamento de cavalaria e derrotou a cavalaria jungar na Batalha de Qos-Qulaq. Os uigures recuaram de Qos-Qulaq, mas foram derrotados por Zhaohui e Fude na Batalha de Arcul (Altixar) em 1 de setembro de 1759. Os rebeldes foram derrotados novamente na Batalha de Yesil Kol Nor. Após estas derrotas, Burhān al-Dīn e Khwāja-i Jahān fugiram com o seu pequeno exército de apoiantes para Badaquexão. O Sultão Xá de Badaquexão prometeu protegê-los, mas contatou a dinastia Qing e prometeu entregá-los. Quando os rebeldes em fuga chegaram à capital do sultão, ele os atacou e capturou. Quando o exército Qing chegou à capital do Sultão Shah, ele entregou-lhes os rebeldes capturados e submeteu-se à dinastia Qing. Nos anos posteriores, o Império Durrani e o Canato de Bucara invadiram Badaquexão e mataram o Sultão Xá por trair os cojas aos Qing, enquanto este último não respondeu.  

### Supressão dos povos das colinas de Jinchuan (1747-1749, 1771-1776)

#### Primeira Campanha
A supressão de Jinchuan foi a mais custosa e difícil, e também a mais destrutiva das Dez Grandes Campanhas. Jinchuan (lit. "Riacho Dourado") estava localizado a noroeste de Chengdu, no oeste de Sichuan. Seus residentes eram as tribos Gyalrong, aparentadas com os tibetanos de Amdo. A primeira campanha em 1747-1749 foi simples; com pouco uso de força, o exército Qing induziu os chefes nativos a aceitar um plano de paz e partiu. 

#### Segunda Campanha
O conflito interétnico trouxe de volta a intervenção Qing após 20 anos. O resultado foi que as forças Qing foram forçadas a travar uma guerra prolongada de desgaste que custou ao Tesouro Imperial várias vezes os montantes gastos nas conquistas anteriores dos jungares e de Xinjiang. As tribos resistentes recuaram para suas torres de pedra e fortes em montanhas íngremes e só puderam ser desalojadas por tiros de canhão. Os generais Qing foram implacáveis na aniquilação dos tibetanos Gyalrong locais, depois reorganizaram a região numa prefeitura militar e repovoaram-na com habitantes mais cooperativos.  Quando as tropas vitoriosas regressaram a Pequim, um hino comemorativo foi cantado em sua homenagem. Uma versão manchu do hino foi gravada pelo jesuíta francês Jean Joseph Marie Amiot e enviada a Paris. 

### Campanhas na Birmânia (1765-1769)
O Imperador Qianlong lançou quatro invasões da Birmânia entre 1765 e 1769. A guerra ceifou a vida de mais de 70.000 soldados Qing e quatro comandantes,  e às vezes é descrita como "a guerra de fronteira mais desastrosa que a dinastia Qing já travou",  e que "assegurou a independência da Birmânia e provavelmente o independência de outros estados do Sudeste Asiático".  A bem-sucedida defesa birmanesa lançou as bases para a atual fronteira entre Mianmar e a China 

#### Primeira e segunda invasão
A princípio, Qianlong imaginou uma guerra fácil e enviou apenas as tropas do Estandarte Verde estacionadas em Yunnan. A invasão Qing ocorreu no momento em que a maioria das forças birmanesas foram mobilizadas na invasão birmanesa do Reino Siamês de Ayutthaya. No entanto, as tropas birmanesas endurecidas pela batalha derrotaram as duas primeiras invasões de 1765 e 1766 na fronteira. O conflito regional escalou agora para uma grande guerra que envolveu manobras militares em todo o país em ambos os países. 

#### Terceira invasão
A terceira invasão (1767-1768) liderada pela elite dos Oito Estandartes quase teve sucesso, penetrando profundamente no centro da Birmânia a poucos dias de marcha da capital, Ava.  No entanto, os Bannermen do norte da China não conseguiram lidar com terrenos tropicais desconhecidos e doenças endémicas letais, e foram rechaçados com pesadas perdas.  Após a situação difícil, o rei Hsinbyushin transferiu a maior parte dos exércitos birmaneses do Sião para a fronteira chinesa.  A defesa bem-sucedida da Birmânia lançou as bases para a atual fronteira entre Mianmar e a China. 
O imperador Qing Qianlong ordenou que o general Manchu Eledeng'e (também escrito E'erdeng'e (額爾登額) ou possivelmente額爾景額) fosse cortado até a morte depois que seu comandante Mingrui foi derrotado na Batalha de Maymyo na Guerra sino-birmanesa em 1768 porque Eledeng'i não foi capaz de ajudar a flanquear Mingrui quando ele não chegou ao encontro. 

#### Quarta invasão
A quarta e maior invasão atolou na fronteira. Com as forças Qing completamente cercadas, uma trégua foi alcançada entre os comandantes de campo dos dois lados em dezembro de 1769.  

#### Consequências
As forças Qing mantiveram uma forte presença militar nas áreas fronteiriças de Yunnan durante cerca de uma década, numa tentativa de travar outra guerra, impondo ao mesmo tempo uma proibição do comércio interfronteiriço durante duas décadas. Os birmaneses também estavam preocupados com outra invasão iminente da dinastia Qing e mantiveram uma série de guarnições ao longo da fronteira. Após vinte anos, a Birmânia e a dinastia Qing retomaram relações diplomáticas em 1790. Para os birmaneses, a retomada foi em igualdade de condições. No entanto, o imperador Qianlong interpretou unilateralmente o ato como submissão birmanesa e reivindicou vitória.  Ironicamente, os principais beneficiários desta guerra foram os siameses. Depois de terem perdido a sua capital, Ayutthaya, para os birmaneses em 1767, reagruparam-se na ausência de grandes exércitos birmaneses e recuperaram os seus territórios nos dois anos seguintes. 

### Rebelião de Taiwan (1786-1788)
Em 1786, o governador de Taiwan nomeado pelos Qing, Sun Jingsui, descobriu e suprimiu a anti-Qing Tiandihui (Sociedade do Céu e da Terra). Os membros do Tiandihui reuniram leais aos Ming e seu líder Lin Shuangwen proclamou-se rei. Muitas pessoas importantes participaram nesta revolta e os insurgentes rapidamente ascenderam a 50 mil pessoas. Em menos de um ano, os rebeldes ocuparam quase todo o sul de Taiwan. Ao saber que os rebeldes haviam ocupado a maior parte de Taiwan, as tropas Qing foram enviadas às pressas para suprimi-los. Os insurgentes do leste derrotaram as tropas mal organizadas e tiveram que resistir a cair nas mãos do inimigo. Finalmente, a corte imperial Qing enviou Fuk'anggan enquanto Hailancha, Conselheiro da Polícia, destacou quase 3.000 pessoas para combater os insurgentes. Estas novas tropas estavam bem equipadas, disciplinadas e tinham experiência de combate que se revelou suficiente para derrotar os insurgentes. Os leais aos Ming perderam a guerra e os seus líderes e os rebeldes restantes esconderam-se entre os habitantes locais. 
Lin Shuangwen, Zhuang Datian e outros líderes da Tiandihui iniciaram uma rebelião. O general Qing Fuk'anggan reprimiu a rebelião com uma força de 20.000 soldados e executou Lin Shuangwen. 

### Duas campanhas contra os Gurkhas (1788-1793)
As campanhas contra os Gurkhas demonstraram a contínua sensibilidade da corte imperial Qing às condições no Tibete.

#### Primeira campanha
O final da década de 1760 viu a criação de um estado forte e centralizado no Nepal. Os governantes Gurkhas do Nepal decidiram invadir o sul do Tibete em 1788. 
Os dois agentes residentes manchus (ambans) em Lhasa não fizeram nenhuma tentativa de defesa ou resistência. Em vez disso, levaram a criança Panchen Lama para um local seguro quando as tropas nepalesas passaram e saquearam o rico mosteiro de Shigatse a caminho de Lhasa. Ao saber das primeiras incursões nepalesas, o imperador Qianlong ordenou que as tropas de Sichuan seguissem para Lhasa e restaurassem a ordem. Quando chegaram ao sul do Tibete, os Gurkhas já haviam se retirado. Esta foi a primeira de duas guerras com os Gurkhas. 

#### Segunda campanha
Em 1791, os Gurkhas retornaram com força. Qianlong despachou com urgência um exército de 10.000 homens. Era composto por cerca de 6.000 forças manchus e mongóis complementadas por soldados tribais sob o comando do general Fuk'anggan, com Hailancha como seu vice. Eles entraram no Tibete vindos de Xining, no norte, encurtando a marcha, mas conseguindo-a no auge do inverno de 1791-92, cruzando passagens de altas montanhas em neve profunda e frio. Chegaram ao Tibete central no verão de 1792 e, em dois ou três meses, puderam relatar que haviam vencido uma série decisiva de confrontos que pressionaram os exércitos Gurkha. Os nepaleses usaram então com sucesso táticas de expansão contra o exército chinês, que era 3 a 4 vezes maior. Os nepaleses começaram a recuar, deixando os chineses desconfortavelmente sobrecarregados. Em Nuwakot, os chineses enfrentaram um forte contra-ataque com Kukris. Como o Nepal se expandia para oeste e Fuk'anggan estava interessado em proteger o seu exército, ambos os lados assinaram um tratado de paz em Betrawati.  O tratado de paz foi mais favorável aos Qing, já que os termos forçaram o Nepal a prestar homenagem à dinastia Qing a cada cinco anos. 

### Campanha em Đại Việt (1788–1789)
Desde o século XVII, o Vietnã foi dividido em duas partes: a parte sul era Đàng Trong ou Cochinchina, governada pelos Senhores Nguyễn e a parte norte era Đàng Ngoài ou Tonkin, governada pelos Senhores Trịnh sob os imperadores fantoches Lê. Em 1771, a rebelião de Tây Sơn eclodiu no sul do Vietnã, liderada pelos irmãos Nguyễn Nhạc, Nguyễn Huệ e Nguyễn Lữ, que removeram do poder o senhor local Nguyễn. 
Após a captura de Phú Xuân (moderna Huế), Nguyễn Hữu Chỉnh, um traidor do general de Trịnh, encorajou Nguyễn Huệ a derrubar o senhor Trịnh. Huệ seguiu seu conselho, marchou para o norte e capturou Đông Kinh (a moderna Hanói). Em 1788, Lê Chiêu Thống foi empossado como o novo imperador Lê por Huệ. Huệ então retirou-se para Phú Xuân. 
Enquanto isso, Lê Chiêu Thống nunca abandonou sua tentativa de reconquistar o trono. Lê Quýnh, a imperatriz viúva Mẫn e filho mais velho de Lê Chiêu Thống, fugiu para Longzhou, Guangxi, para buscar apoio da China Qing. Um grande exército Qing invadiu o Vietnã para restaurar Lê Chiêu Thống ao trono. No entanto, o exército chinês foi derrotado pelo exército Tây Sơn e após a reconciliação subsequente, Qianlong reconheceu Nguyễn Huệ (também conhecido como Quang Trung) como o governante do Vietnã. 
O que motivou o governo imperial Qing a interferir nos assuntos internos do Vietnã sempre foi contestado. Estudiosos chineses afirmaram que o imperador Qianlong queria simplesmente restaurar o imperador Lê no trono, a fim de acabar com a instabilidade no Vietnã, sem procurar quaisquer ganhos territoriais. Estudiosos vietnamitas, por outro lado, argumentaram que Qianlong pretendia tornar o Vietnã um vassalo. A China estacionaria tropas no Vietnã e instalaria Lê Chiêu Thống como seu rei fantoche. 

## Em perspectiva
Em seus últimos anos, o Imperador Qianlong referiu-se a si mesmo com o nome de estilo grandioso de "Velho das Dez [Grandes Campanhas] Concluídas" (十全老人). Ele também escreveu um ensaio enumerando as vitórias em 1792, Registro de Dez Conclusões (十全记). 
No entanto, as campanhas foram um grande dreno financeiro para a dinastia Qing, custando mais de 151 milhões de taéis de prata.  Quase 1,5 milhão de piculs (1 picul = 100 jin) de carga foram transportados para a campanha em Taiwan. 

Os resultados das campanhas também foram modestos. Embora as tribos de Jinchuan somassem menos de 30.000 famílias, levaram cinco anos para serem pacificadas. As campanhas Qing na Birmânia, embora quase tenham derrubado o regime de Ava a certa altura, não conseguiram destruir seriamente a Birmânia e estabeleceram um estatuto tributário contínuo da Birmânia e consolidaram a situação política de um Sudeste Asiático continental tripartido (os três principais estados da Birmânia, Sião, e Vietnã). Em vez de restaurar Lê Chiêu Thống ao trono no Vietnã, como a campanha pretendia, o imperador Qianlong acabou fazendo as pazes com a nova dinastia Tây Sơn e providenciou casamentos entre as famílias imperiais de Qing e Tây Sơn. 

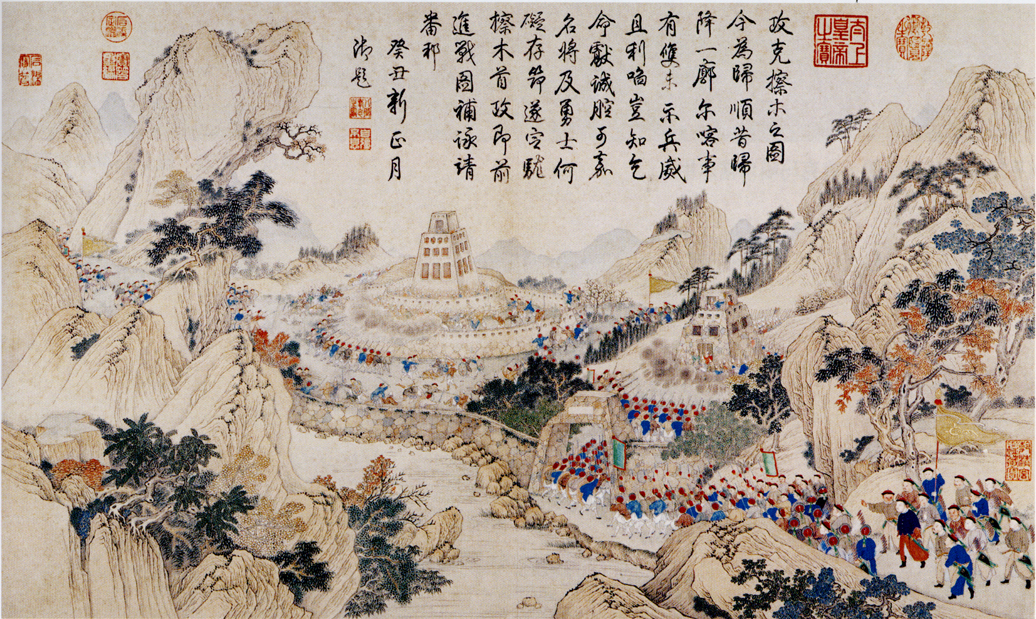
Fuk'anggan captura Camu dos nepaleses
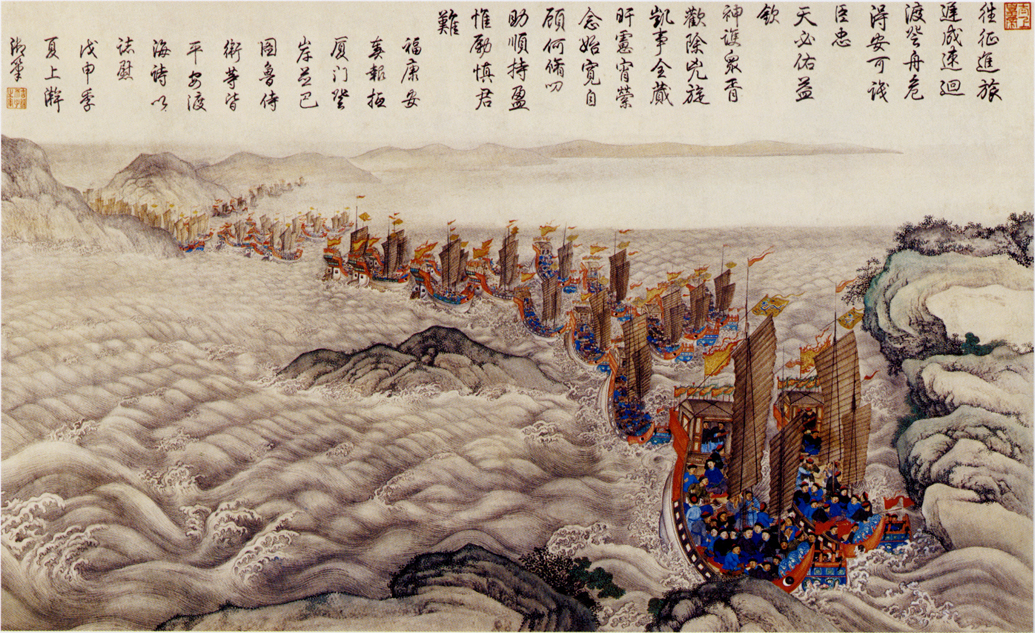
A frota Qing retornando de Taiwan
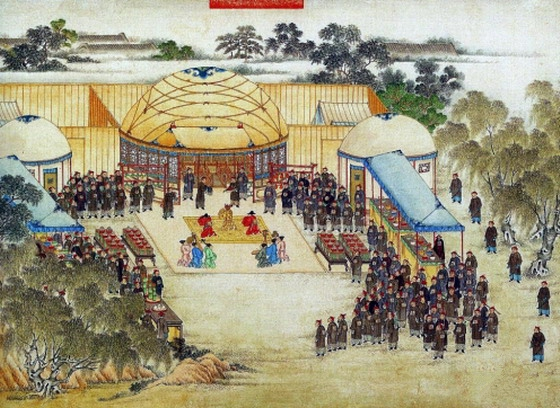
Autoridades chinesas recebendo o imperador Lê Chiêu Thống